# Corytophanes
Genre
Corytophanes est un genre de sauriens de la famille des Corytophanidae.

## Répartition
Les espèces de ce genre se rencontrent au Mexique, en Amérique centrale et en Colombie.

## Description
Les espèces de ce genre possèdent une crête cornée sur la tête, principalement chez les mâles. 

## Liste des espèces
Selon The Reptile Database (16 juillet 2012) :
- Corytophanes cristatus (Merrem, 1820)
- Corytophanes hernandesii (Wiegmann, 1831)
- Corytophanes percarinatus Duméril, 1856

## Publication originale
- Schlegel, 1826 : Herpetologischen Nachrichten. Isis von Oken, vol. 20, p. 281-294 (texte intégral).